# Hotel y Teatro Gooiland

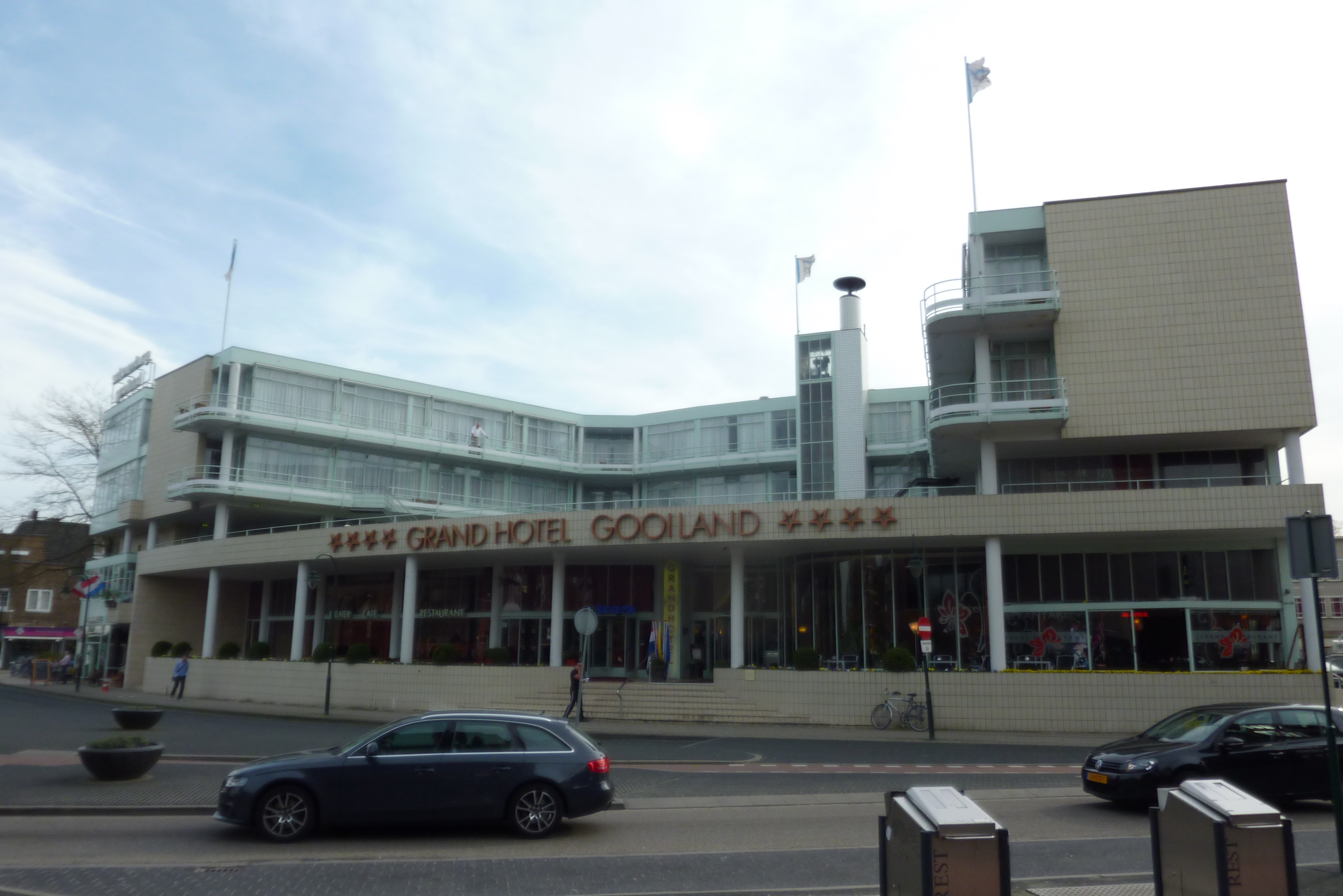
Vista del edificio

El Hotel y Teatro Goodiland es el nombre de un complejo de ocio situado en la ciudad holandesa de Hilversum. Fue diseñado por el arquitecto Jan Duiker en 1934 y construido por su colaborador Bernard Bijvoet después de su muerte, siguiendo su proyecto y con la colaboración de su viuda, siendo terminado el edificio en 1936. A partir de 1988, el edificio fue restaurado y reconvertido en Centro Cultural Municipal.

## Proyecto
- Es de una gran complejidad para los tiempos en fue proyectado, y por tanto resulta pionero en la forma de concebir un edificio multidisciplinar.[1] El conjunto comprede el edificio del hotel, envolviendo un gran patio, con las habitaciones, dotadas de amplias terrazas voladas, y un teatro-auditorio en la zona trasera, todo intermunicado en planta baja a través de zonas comunes de cafetería y restauración, un esquema que podemos apreciar en muchos de los más modernos hoteles de cualquier costa desde Alicante (España) a Las Antillas.
- Los primeros bocetos los empezó a dibujar en pequeñas hojas de papel, pues ya se encontraba postrado en la cama a causa de la enfermedad que le llevaría a la tumba.

## Arquitectura
- Una de las mayores preocupaciones del programa es conseguir el mayor soleamiento posible para todas las habitaciones pues no hay que olvidar que en esos momentos se consideraba la mejor terapia junto con el aire puro de los bosques para combatir las enfermedades pulmonares.[2]

### Estructura
- La estructura principal es de acero, lo que permite que las paredes divisorias puedan ubicarse de forma independiente según las necesidades del programa final que se quiera llevar a cabo.

### Estética
- Los materiale empleados en los acabados fueron escogidos por Bernard Bijvoet, que compartía desde hacía tiempo los criterios estéticos de su compañero de actuaciones.
- La combinación de grandes planos de cerramiento blancos con los acristalamientos y las losas en voladizo le convierten en un precedente de la arquitectura blanca de Richard Meier.[3]

## Actualidad
- El edificio continúa en uso como Centro Cultural, la primera fase de su restauración fue llevada a cabo por el arquitecto Koen van Velsen, en 1990.[1]